# Appen
Appen er en by og en kommune i det nordlige Tyskland, beliggende i Amt Moorrege under Kreis Pinneberg i den sydlige del af delstaten Slesvig-Holsten.

## Geografi
Kommunen Appen ved Landstraße 106 mellem Pinneberg og Moorrege ligger i det største sammenhængende planteskoleområde i Europa.[kilde mangler]
Kommunen består ud over Appen af landsbyerne Appen-Etz, Unterglinde og Schäferhof. Appen ligger mellem Pinneberg og Wedel i nærheden af det beskyttede landskab Holmer Sandberge og skoven Klövensteen.
Vigtig for kommunen Appen er den nærliggende flyveplads Flugplatz Uetersen-Heist og Marseille-Kaserne der er hjemsted for en underofficerskole for Luftwaffe (USLw).

### Nabokommuner
- Hamborg, bydelen Hamburg-Rissen
- Heist
- Holm
- Moorrege
- Pinneberg
- Prisdorf
- Tornesch
- Uetersen
- Wedel